# Japonoconger caribbeus
Japonoconger caribbeus és una espècie de peix pertanyent a la família dels còngrids.

## Descripció
- Pot arribar a fer 50,2 cm de llargària màxima.
- Nombre de vèrtebres: 160-166.[4][5]

## Hàbitat
És un peix marí i batidemersal que viu entre 329 i 576 m de fondària.

## Distribució geogràfica
Es troba a les costes del mar Carib de Colòmbia i Veneçuela.

## Observacions
És inofensiu per als humans.